# وادي عشق (بني سعد)

تعديل مصدري - تعديل

وادي عشق هي إحدى قرى عزلة دير الشريف بمديرية بني سعد التابعة لمحافظة المحويت، بلغ تعداد سكانها 317 نسمة حسب تعداد اليمن لعام 2004.